# 小行星4443
小行星4443（4443 Paulet）是一颗围绕太阳公转的小行星。1985年9月10日，亨利·德波鸿诺在拉西拉天文台发现了此天体。
这颗小行星的绝对星等为84.95484427883075等。